# Bogey Awards 2001
Nell'edizione del 2001 dei Bogey Awards, un film (Harry Potter e la pietra filosofale) vinse il premio in titanio e tre quello in platino. Quattro conquistarono il Bogey Award in Oro e cinque quello in argento, mentre undici pellicole portarono a casa il Bogey Award semplice. Venne consegnato un Bogey Award speciale al film Der Schuh des Manitu, per il suo successo ai botteghini austriaci.

## Premi

### Bogey Award in Titanio
- Harry Potter e la pietra filosofale

### Bogey Award in Platino
- Der Schuh des Manitu
- What Women Want - Quello che le donne vogliono
- American Pie 2

### Bogey Award in Oro
- Cast Away
- Pearl Harbor
- La mummia - Il ritorno
- Jurassic Park III

### Bogey Award in Argento
- Hannibal
- Lara Croft: Tomb Raider
- Planet of the Apes - Il pianeta delle scimmie
- Shrek
- Unbreakable - Il predestinato

### Bogey Award
- La carica dei 102 - Un nuovo colpo di coda
- Il diario di Bridget Jones
- Chocolat
- The Experiment - Cercasi cavie umane
- Il favoloso mondo di Amélie
- Le follie dell'imperatore
- Scary Movie 2
- Traffic
- Deli yürek: Bumerang cehennemi
- Miss Detective
- La tigre e il dragone

### Special Bogey Award
Der Schuh des Manitu